# Никола Маринов (художник)
 Тази статия е за художника.  За други личности с това име вижте Никола Маринов.  
Никола Маринов Абаджиев е български художник – живописец, ненадминат майстор на акварела.

## Биография
Никола Маринов се ражда в Ески Джумая (днес Търговище) в семейството на Симеонка (Монка) Маринова и Марин Христов, които имат 11 деца, шест от които доживяват до късна възраст: Христо, Бончо, Иван, Никола, Панайот и Руска. Бащата е водеща фигура в местния абаджийски еснаф (от тук тръгва прякорът му Абаджи Марин, дал име на големия Абаджимаринов род в Търговище), а по-късно става заможен търговец на добитък, благодарение на което успява да изучи добре децата си. Строг във всяко друго отношение, той ги оставя сами да избират своя път в живота (по Босилков, Светлин: 1957). Къщата на семейството е запазена до днес и е паметник на културата, част от историческото наследство на град Търговище. 
Никола Маринов от малък проявява интерес към рисуването. От значение за израстването му като художник има по-големият му брат Иван Маринов (1877 – 1948), който пръв от двамата тръгва по пътя на изкуството и избира да следва в Художествената академия "Албертина" в Торино, Италия. След завършване на Гимназия в Разград през 1897 г., където е силно подкрепян от своя учител по рисуване - чеха Венцеслав Трунечек, Никола заминава при брат си в Торино. Следва в Торинската художествена академия между 1898 и 1904 г. в класа по живопис на проф. Джакомо Гросо (Giacomo Grosso (1860 – 1938)). По време на обучението си многократно е награждаван за отлични постижения (виж: Данева, Анжела: 2013). В класа на проф. Гросо Никола Маринов среща бъдещата си съпруга – италианката от швейцарски произход Федерика Мати Дакслофер. Двамата се връщат в България през 1906 г. Раждат им се две дъщери – Анка и Пола–Музме. След като изкарва задължителната си военна служба в Школата за запасни офицери в София (1906 – 1907), започва работа като гимназиален учител в столицата до 1919/20. По време на Балканската и Първата световна война (1912 – 1918) участва като строеви офицер. През 1921 г. със заповед № 3400 от 17.08.1921 на министъра на Народното просвещение Стоян Омарчевски е назначен за преподавател по живопис в Художествената академия в София. През 1926 г. става извънреден професор, а през 1931 – редовен. През годините 1935 – 1937 е избран за ректор. Пенсионира се през 1940 г. Освен че е признат за пръв български акварелист и голямо име в българската живопис от първата половина на ХХ век,  Никола Маринов остава легендарен с аурата си на любим учител в Академията. Сред неговите ученици са много от най-изтъкнатите български художници: Илия Бешков, Александър Жендов, Ненко Балкански, Илия Петров, Александър Стаменов, Иван Ненов, Василка Генадиева, Любомир Далчев и други. Мара Цончева пише: "Събрани от всички краища на страната, ние вярвахме абсолютно в неговия художествен опит, вкус и познание. Всяка сутрин в ателието ни по живопис неговото пристигане се очакваше с голямо нетърпение. […] А когато той влизаше в ателието, ведно с него нахлуваше и чувство за сигурност, и радост.
[… ] Маринов много държеше и настояваше всеки студент да овладее основните средства на живописта. Беше дълбоко убеден, че без тяхното овладяване са невъзможни големи творчески успехи. Но той считаше, че всеки художник по свой собствен път и начин трябва да постигне това. И умееше без много думи да ни внуши мисълта и убежденията си." (Цончева, Мара : 1980)

## Творчество
Никола Маринов работи основно живопис, като предпочитаната от него техника е акварелът. Изявява се главно в жанровете фигурална композиция, портрет, пейзаж. Изкуството му се радва на най-високите оценки на тогавашната критика в лицето на Чавдар Мутафов, Гео Милев, Сирак Скитник и др. "… Никола Маринов – това е един друг тих  и безшумен талант, за когото едно е важно: да бъде това, което трябва. Като Майстора той стои скрит зад шума на всички останали свои събратя, работи бавно и дава малко, но все пак си остава нашият най-добър акварелист. Бих казал дори: един майстор на акварела, тъй прост и силен, както например Йожен Кариер, комуто впрочем твърде много прилича – не само по безшумието на боите, но и по вътрешното си предразположение към тихите  психологически сюжети". (Гео Милев: 1921).
Освен в сферата на кавалетното изкуство, художникът развива голяма дейност в монументалното църковно изкуство. Автор е на множество стенописи в православни храмове в София, Пловдив, Ловеч, Бяла черква, Перник. През 1911 г. се включва в големия екип български и руски художници по изографисването на Храм-паметник "Свети Александър Невски“ в София. 
Никола Маринов участва активно в художествения живот на България от началото и първата половина на ХХ век. Член основател през 1919 г. на дружество "Родно изкуство". Излага в съвместните изложби на Дружеството на художниците в България и дружество „Съвременно изкуство“ (1914, 1915, 1919) и в редица други общи изложби в София (1909 – 1946). Участва в изложбите на Южнославянския съюз „ЛАДА“ в Загреб (1908) и Белград (1912) и в представителни изложби на българското изкуство в чужбина: Рим (1911), Берлин (1916), Прага (1926), Белград (1934), Венецианското биенале (1910 и 1942).  
Заслугите му за българското изкуство са изключителни. Връчени са му множество държавни отличия: три ордена „За гражданска заслуга“ (1920 , 1938 и 1941), Офицерски кръст „Св. Александър“ (1941), Сребърен медал „За наука и изкуство“ (1921) и др. 
Негови картини днес са притежание на редица галерии в страната и в много частни колекции. Най-голямата сбирка е в родния му град, в Галерията в Търговище, която носи неговото име. Творби на Никола Маринов притежават също и Националната художествена галерия, Софийската градска художествена галерия, градските галерии в Бургас, Варна, Велико Търново, Кърджали, Пловдив, Разград, Хасково. 
- Портрет на жената на художника Федерика,1908 Национална галерия
- Майка с дете,1917,  ХГ "Никола Маринов" - Търговище
- Във вълните на живота,1921,  Софийска градска художествена галерия
- Етюд (1936)